# Fundación Andreu Nin
La Fundación Andreu Nin es una institución cultural española creada en 1987 para difundir la memoria de los sectores del marxismo opositores al estalinismo, y sobre todo la figura del POUM. Ha desarrollado una reconocida labor de difusión y tiene un espíritu de amplitud política por la que se ha ganado el respeto de varios movimientos revolucionarios antiestalinistas, marxistas renovadores y libertarios. La fundación recibe el nombre de Andreu Nin, dirigente del POUM asesinado en junio de 1937 por agentes de la Komintern.